# Sof'ja Prosvirnova
Sof'ja Sergeevna Prosvirnova (in russo Софья Сергеевна Просвирнова?; San Pietroburgo, 22 dicembre 1997) è una pattinatrice di short track russa.

## Biografia
Ha rappresentato la nazionale russa ai Giochi olimpici di Soči 2014. Ai Giochi di Pyeongchang 2018, per effetto della squalifica inflitta alla Federazione Russa per doping di Stato, ha gareggiato per gli Atleti Olimpici dalla Russia.
Ha vinto la medaglia di bronzo ai Campionati mondiali di short track di Seul 2016 nel concorso della staffetta 3000 metri.

## Palmarès
- Mondiali

Seul 2016: bronzo nella staffetta 3000 m.
Montrèal 2018: argento nei 1000 m.
Sofia 2019: argento nella staffetta 3000 m, bronzo nei 1500 m.
- Europei

Dordrecht 2015: oro nei 1000 m e nella staffetta 3000 m; argento in classifica generale, nei 500 m e nei 1500 m.
Torino 2017: oro nei 1000 m; argento nella classifica generale e nei 1500 m; bronzo nei 3000 m.
Dresda 2018: oro nei 3000 m; oro nella staffetta 3000 m; bronzo nella classifica generale.
Dordrecht 2019: oro nei 1000 m; argento nella classifica generale; bronzo nei 1500 m e nella staffetta 3000 m.
Debrecen 2020: bronzo nella staffetta 3000 m.
- Universiadi

Krasnojarsk 2019: oro nella staffetta 3000 m.
- Festival olimpico della gioventù europea

Brașov 2013: oro nei 500 m; oro nei 1000 m; oro nei 1500 m;